# Molva macrophthalma
La maruca azul (Molva macrophthalma) es una especie de pez gadiforme de la familia Lotidae. Es propia del océano Atlántico.

## Descripción
La maruca azul (FAO) conocida como pez palo en Asturias o guitarra en Cantabria, tiene el cuerpo muy alargado; la cabeza también es alargada. Su color suele ser marrón grisáceo con bandas más claras y más oscuras en el dorso, que varía gradualmente hasta blanco en el vientre. La parte posterior de las aletas es negra con el borde blanquecino. Su talla máxima puede ser de hasta 155 cm siendo lo más común 108 cm. Suele vivir a una profundidad de entre 30 y 750 metros.

## Distribución
Está ampliamente distribuido en el Atlántico Este: desde Irlanda hasta Marruecos y Mediterráneo occidental.

## Pesca
Suele ser capturada mediante redes de arrastre o palangre de fondo. Por lo general no suele ser una especie objetivo, tratándose en la mayoría de los casos de una captura accidental.